# Milchproduktion
Milchproduktion oder Milchviehhaltung ist in der Landwirtschaft die Haltung von Vieh zur Produktion von Milch, bezeichnet als Milchvieh. Den bedeutendsten Anteil am Milchviehbestand haben verschiedene Rassen des Hausrindes, und Milchwirtschaft basiert großteils auf Kuhmilch, gefolgt von Büffelmilch. Schafe und Ziegen sind weitere Quellen von Milch. Die Milchwirtschaft umfasst darüber hinaus Molkereibetriebe und den Handel mit Milch und Milcherzeugnissen. Im Regelfall wird die Milch mehrerer Tiere vermarktet oder weiterverarbeitet (Sammelmilch).
Die ältesten Funde der Milchnutzung datieren 7.000 Jahre zurück, in steinzeitlichen Töpferwaren wurden Milchfettreste identifiziert. In jüngerer Zeit gibt es Versuche, Milch nicht durch Melken, sondern ohne Einsatz von Tieren auf molekularer Ebene herzustellen (Kulturmilch).

## Weltweite Bedeutung
| Rang | Land                   | Kuhmilchwirtschaft (in Tsd. t) | Anteil an Weltprod. |
| ---- | ---------------------- | ------------------------------ | ------------------- |
| 1    | Vereinigte Staaten     | 84.189                         | 15 %                |
| 2    | Indien                 | 42.890                         | 0 8 %               |
| 3    | Volksrepublik China    | 35.574                         | 0 6 %               |
| 4    | Russland               | 31.915                         | 0 6 %               |
| 5    | Deutschland            | 28.403                         | 0 5 %               |
| 6    | Brasilien              | 26.944                         | 0 5 %               |
| 7    | Frankreich             | 24.374                         | 0 4 %               |
| 8    | Neuseeland             | 15.842                         | 0 3 %               |
| 9    | Vereinigtes Königreich | 14.023                         | 0 2 %               |
| 10   | Polen                  | 12.096                         | 0 2 %               |

2006 wurden 793.717.346 Tonnen Milch produziert, davon 85 % Kuhmilch. Die größten Erzeugerländer von Kuhmilch sind die USA, Indien und China. In Deutschland wurden 2008 28.656.256 t, in der Schweiz 4.115.560 t, und in Österreich 3.195.950 t produziert. In Europa wurden insgesamt 207.974.244 t produziert, was 32 % der Weltproduktion ausmacht.
In der EU sind die Tierbestände leicht rückläufig. Während 2004 25.237.000 Tiere gehalten wurden, waren es 2007 24.176.000. Ein Rückgang ist dabei in fast jedem Land zu beobachten. In Deutschland lag die Kuhzahl 2007 bei 4.087.000, in Österreich bei 525.000. In der Schweiz ist die Anzahl der Milchkühe zwischen 2003 und 2018 von 1.570.000 auf 564.200 zurückgegangen.
In der Europäischen Union war die Milchproduktion zwischen 1984 und 2015 mit der Milchquote limitiert. In der Schweiz erfolgte die Aufhebung der Milchkontingentierung im Jahr 2009.
Von 2015 bis 2017 hat die Europäische Kommission insgesamt 380 000 Tonnen Magermilchpulver im Rahmen der öffentlichen Intervention angekauft, um den Markt zu stabilisieren und die Einkommen der Landwirte zu stützen. Ende 2016 begann die Kommission mit monatlichen und später zweimonatlichen öffentlichen Ausschreibungen, um die Erzeugnisse durch Verkauf behutsam wieder auf den Markt zu bringen.

## Geschichte der Milchwirtschaft im deutschsprachigen Raum

### Österreich
Ursprünglich diente die Milchproduktion in Österreich hauptsächlich der Selbstversorgung, nur wenige Käsereien verarbeiteten Milch zu Handelsgütern. Erst ab dem 19. Jahrhundert entstand in Österreich aus der bestehenden kleinbäuerlichen Milchproduktion im Zuge zunehmender Mechanisierung und Industrialisierung eine moderne Milchwirtschaft. Dabei kam es zu einer Professionalisierung und Spezialisierung von Berufen und Betrieben sowie zur Bildung neuer Organisationsformen wie Genossenschaften und Molkereien. Anteil daran hatte auch die Einrichtung von Ausbildungsstätten für die noch junge Milchwissenschaft wie zum Beispiel der Hochschule für Bodenkultur in Wien. Von den Milchsammelstellen an, die zahlreichen, auch kleinen Betrieben die Möglichkeit zur Anlieferung gaben, wurde ein System aufgebaut, das über Molkereien, Käsereien bis hin zu den regional und national agierenden Verbänden das gesamte Land einbezog. In den 1920er Jahren zeigte sich die Milchwirtschaft ausgesprochen erfolgreich, Ende der 1920er Jahre begann Österreich dann Milch und Milcherzeugnisse in nennenswerten Mengen zu exportieren, eine erfolgreiche Strategie. Zugleich wurde in den 1930er Jahren wegen der entstehenden Überproduktion aber auch eine staatliche Regulierung notwendig. Der sogenannte „Anschluss“ stellte das Land ab 1938 unter nationalsozialistische Herrschaft, die auch die Milchwirtschaft unter deutsche Leitung stellte. 
Nach dem Ende des Zweiten Weltkrieges war die österreichische Milchpolitik vor allem von einer permanenten Expansionspolitik geleitet. Dieses Vorgehen führte allmählich zu einem Rückgang kleiner und mittlerer Betriebe und zugleich zu einer zunehmenden Überproduktion, die das Modell Ende der 1960er instabil werden ließen. In den 1970er Jahren wurde dies noch durch Subventionen überbrückt, erst 1987 wurde der Markt mit der sogenannten ökosozialen Agrarpolitik unter Josef Riegler neu geordnet und viele der kritischen Punkte behoben. 1995 wurde Österreich dann Teil der Europäischen Union, wodurch sich auch die österreichische Milchwirtschaft in einem gesamteuropäischen Wirtschaftsmarkt wiederfand. 
Österreich hat an der Weltmilchproduktion nur einen kleinen Anteil, mit 3.830.140 t steht es auf Platz 33 der Tabelle der größten Kuhmilchproduzenten weltweit. Im Vergleich zu 2006 (3.195.950 t) hat es seine Produktion innerhalb von 15 Jahren jedoch deutlich erhöht. In Österreich lag die Kuhzahl 2007 bei 525.000.

### Schweiz
Bereits im Spätmittelalter begann im Schweizer Voralpen- und Alpenraum die Kommerzialisierung der ursprünglich nur zur Selbstversorgung dienenden Milchwirtschaft durch Konzentration auf die Haltung von Rindern und Zunahme der Labkäserei, die zu dauerhafteren Käsesorten führt. Ende des 18. Jahrhunderts wurden Käsesorten wie Greyerzer, Emmentaler oder Sbrinz bereits in weite Teile Europas, die USA oder Nordafrika exportiert.

#### 19. und 20. Jahrhundert
Mit der Industrialisierung der Milchwirtschaft in der zweiten Hälfte des 19. Jahrhunderts dehnte sich die Produktion auch in das Flach- und Mittelland aus, die Milchwirtschaft wurde nun ein wesentlicher Zweig der Landwirtschaft aller Regionen. Überschussproduktion sowie eine diversifizierte Produktpalette aus haltbarer Milch (Kondensmilch, Säuglingsnahrung, Milchpulver) und Milcherzeugnissen wie Schokolade, steigerten den Exportanteil und führten Anfang des 20. Jahrhunderts zur Entstehung großer Verbände, Konzerne sowie nationalen Organisationen mit Lenkungsfunktionen. Durch die zwei Weltkriege und billige Importe in der Zwischenkriegszeit geriet die Milchwirtschaft jedoch in wirtschaftliche Turbulenzen. Ab 1945 kam es dann zu einer enormen Steigerung der Milchproduktion, die durch staatliche Maßnahmen wie Kontingentierung und Förderung des Getreideanbaus reguliert wurde. Gleichzeitig kam es zu einer Konzentration der Produzenten, - gab es 1950 noch 150.000 Milchbauern, waren es 2005 nur noch 31.000. Diese Politik der Rationalisierung kulminierte im Landwirtschaftsgesetz von 1998, dass den Milchmarkt weitgehend liberalisierte und den Weg für globalisierten Handel frei machte. Die landwirtschaftlichen Organisationen, die seit Beginn des 20. Jahrhunderts eine wesentliche, fast staatliche Rolle in der Gestaltung der Schweizer Milchwirtschaft gespielt hatten (Schweizerische Käseunion, Butyra), wurden aufgelöst, Nachfolgeorganisationen wie die Organisation der Schweizer Milchproduzenten beschränken sich auf Lobbyfunktionen. Auch Preis- und Absatzsicherungen sowie Kontingentierungen entfielen, das Schweizer Modell des Interessenausgleichs durch Regulierung war beendet.

#### 21. Jahrhundert
2019 gab es in der Schweiz ca. 19.075 Milchproduzenten, die rund 3,38 Mio. Tonnen Milch vermarktet haben, davon 8,7 % Biomilch. 44,5 Prozent der in der Schweiz vermarkteten Milch wird für die Käseherstellung verwendet, 8,4 Prozent zu Schokolade verarbeitet. 2021 war die Produktion auf 3,81 Mio. Tonnen gesteigert worden. Damit lag die Schweiz weltweit auf Platz 34 der größten Milchproduzenten, unmittelbar hinter Österreich.
In der Schweiz werden gemäß Milchpreisstützungsverordnung auf Antrag Zulagen für Milchproduktion und -verarbeitung ausbezahlt, 2020 über 370 Mio. Franken. Eine Verkäsungszulage wird seit 1999 ausbezahlt, u. a. um die Einführung des Käsefreihandels mit der EU abzufedern. Sie wird ab 1. Januar 2022 direkt an die Milchproduzenten ausbezahlt. Zuvor kam sie insbesondere großen Firmen zugute, 2012 erhielt alleine Emmi über 43 Millionen Franken Verkäsungszulage.
Mit dem gestiegenen Umweltbewusstsein muss sich die Schweizer Milchwirtschaft zunehmend auch mit ökologisch begründeter Kritik auseinandersetzen. Der WWF hat 2019 die Nachhaltigkeitswerte von elf Milchproduktionsstandards in einem Benchmark verglichen. Am besten schnitten dabei Bio Suisse und bei Erfüllung aller Zusatzleistungen auch die Wiesenmilch von IP-Suisse ab. Im September 2019 wurde unter dem Label «Swissmilk green» ein Branchenstandard für nachhaltige Schweizer Milch eingeführt, der soziale, ökologische und Haltungskriterien festlegt. Die Stiftung für Konsumentenschutz und der WWF Schweiz sahen das neue Label kritisch, da bereits 90 % der Kühe nach den vorgegebenen Kriterien gehalten würden. Da in den letzten Jahren immer mehr Milchviehbetriebe nach den Bio-Richtlinien produzieren – allein per 1. Januar 2020 haben 155 die Umstellungsphase abgeschlossen – gab es 2020 mehr Biomilch als der Markt absetzen konnte.

### Deutschland

#### 15. bis 19. Jahrhundert
Aus Milch gewonnener Käse und Butter waren im späten Mittelalter insbesondere an fleisch- und fischlosen Wochentagen (etwa in Hospitälern) Grundnahrungsmittel. Käse wurde seit dem Mittelalter auch exportiert. So wurde magerer Labkäse von friesischen Ländern in großem Umfang ausgeführt.

#### NS-Zeit
Die Entwicklung der Milchwirtschaft in der Zeit des Nationalsozialismus während des „Dritten Reichs“ kann in drei Phasen eingeteilt werden. Die erste Phase war durch Maßnahmen zur Krisenbewältigung und durch die Wiederankurbelung der Wirtschaft gekennzeichnet und dauerte bis 1936. Die Maßnahmen dazu waren staatliche Kreditschöpfung und Arbeitsbeschaffungsmaßnahmen. Durch eine weitgehende Marktordnung versuchte man, die Auslandsabhängigkeit im Lebensmittelsektor zu senken und stabile Lebenshaltungskosten zu erreichen. In der zweiten Phase bis 1939 kam es durch die Aufrüstung zu zivilen Einschränkungen. Die wichtigsten Rohstoffe wurden staatlich bewirtschaftet und der Ernährungssektor unterlag weitgehend staatlicher Kontrolle. Der Reichsnährstand wurde dem Vierjahresplan Görings unterstellt. Durch die Hochrüstung kam es zu einer Inflation, die durch einen Preis- und Lohnstopp gebremst werden sollte. Die dritte, kriegswirtschaftliche Phase begann 1939 und dauerte bis 1945. In dieser Zeit war die Wirtschaftslenkung zur Zentralverwaltungswirtschaft ausgebaut. Die landwirtschaftlichen Produkte und Rohstoffe wurden beschlagnahmt, der private Lebensmittelverbrauch wurde eingeschränkt. Die Kriegswirtschaft war nur eine Fortsetzung der von 1933 an zunehmend ausgebauten Wirtschaftslenkung. Dazu wurde diese gestrafft, ergänzt und übersteigert.
1933 signalisierte das „Gesetz zur Sicherung der Getreidepreise und der Einrichtung von Festpreisen“ eine neue Dimension staatlicher Eingriffe in den Markt. Durch den Zusammenhang zwischen Getreide- und Futtermittelwirtschaft und der Veredelungswirtschaft führte dies zu einer umfassenden Marktordnung für die wichtigeren landwirtschaftlichen Produkte. Um die Überschüsse zu bewältigen, gab es Ablieferungsrechte, aus denen von 1934 an Ablieferungspflichten und mit Beginn der Kriegswirtschaft Ablieferungszwänge wurden. Die Milchmarktordnung wurde von allen landwirtschaftlichen Marktordnungen als erste in Angriff genommen und war auch richtungsweisend für die anderen Marktordnungen. Begründet wurde die Milchmarktordnung mit der Unordnung des großen Konkurrenzdrucks, des Missverhältnisses zwischen den Trink- und Industriemilchpreisen, dem sich ausdehnenden Transport von Milch in die Ballungszentren und der Unterversorgung mit Fett. Besonders wichtig für die nationalsozialistische Agrarpolitik war die Fettwirtschaft. Sie wurde als schwächster Punkt der Nahrungsmittelversorgung deklariert und so zum Schlüssel der deutschen Nahrungsfreiheit stilisiert. Darum wurde sie auch den planwirtschaftlichen Prinzipien des Fettplans unterworfen. Durch Fettproduktionsanreize, wie Fettbezahlung der Milch oder vermehrter Ölsaatanbau in Friedenszeiten, konnte die Fettversorgung während des Zweiten Weltkrieges besser aufrechterhalten werden als im Ersten Weltkrieg.
Ziel der neuen Marktordnung war es, die gesamte Landwirtschaft von der freien Marktwirtschaft loszulösen und so zu einem eigenen Bereich in der Gesamtwirtschaft zu machen. Man wollte, dass der Bauer, der als „Blutquell der Nation“ galt, kein Unternehmer sein sollte. Der Bauer sollte einen gerechten Preis erhalten, so sollte seine volkswirtschaftliche und biologische Leistung durch einen entsprechenden Anteil am Volkseinkommen garantiert werden. Der Ausgleich zwischen Anbietern und Abnehmern sollte nicht mehr durch den freien Markt geregelt werden, sondern er sollte geplant und der Bedarfsdeckung unterworfen werden. Preisbindung sollte die inflationäre Wirkung der Aufrüstung dämpfen, darum wurden die Erzeugerpreise kaum angehoben und der gerechte Preis wurde nicht verwirklicht. Durch die Aufrüstung stieg zu Beginn allerdings auch die Kaufkraft und damit die Nachfrage. Um nicht wieder stärker von Importen abhängig zu sein, sollte die Leistung der Landwirtschaft erhöht werden. Es wurde daher die Erzeugerschlacht ausgerufen, und die Landwirtschaft wurde verstärkt auf Mangelerzeugnisse umgestellt. Aber auch auf der Verbraucherseite musste etwas geschehen. Die Verbraucher sollten sich auf Erzeugnisse umstellen, die der deutsche Boden hergab. Der Milcherzeugerpreis erreichte erst 1938/39 das Niveau von 1928/29. Ganz im Gegensatz zu dem von der NS-Propaganda geforderten „der Bauer soll kein Unternehmer sein“ erforderte die Leistungssteigerung vermehrt unternehmerisches Engagement. Durch die Maßnahmen gegen die Verschuldung der Landwirtschaft und das Reichserbhofgesetz war der Zugang zu Krediten eingeschränkt und so war die Mechanisierung kaum möglich.

### Melktechnik

#### Geschichte

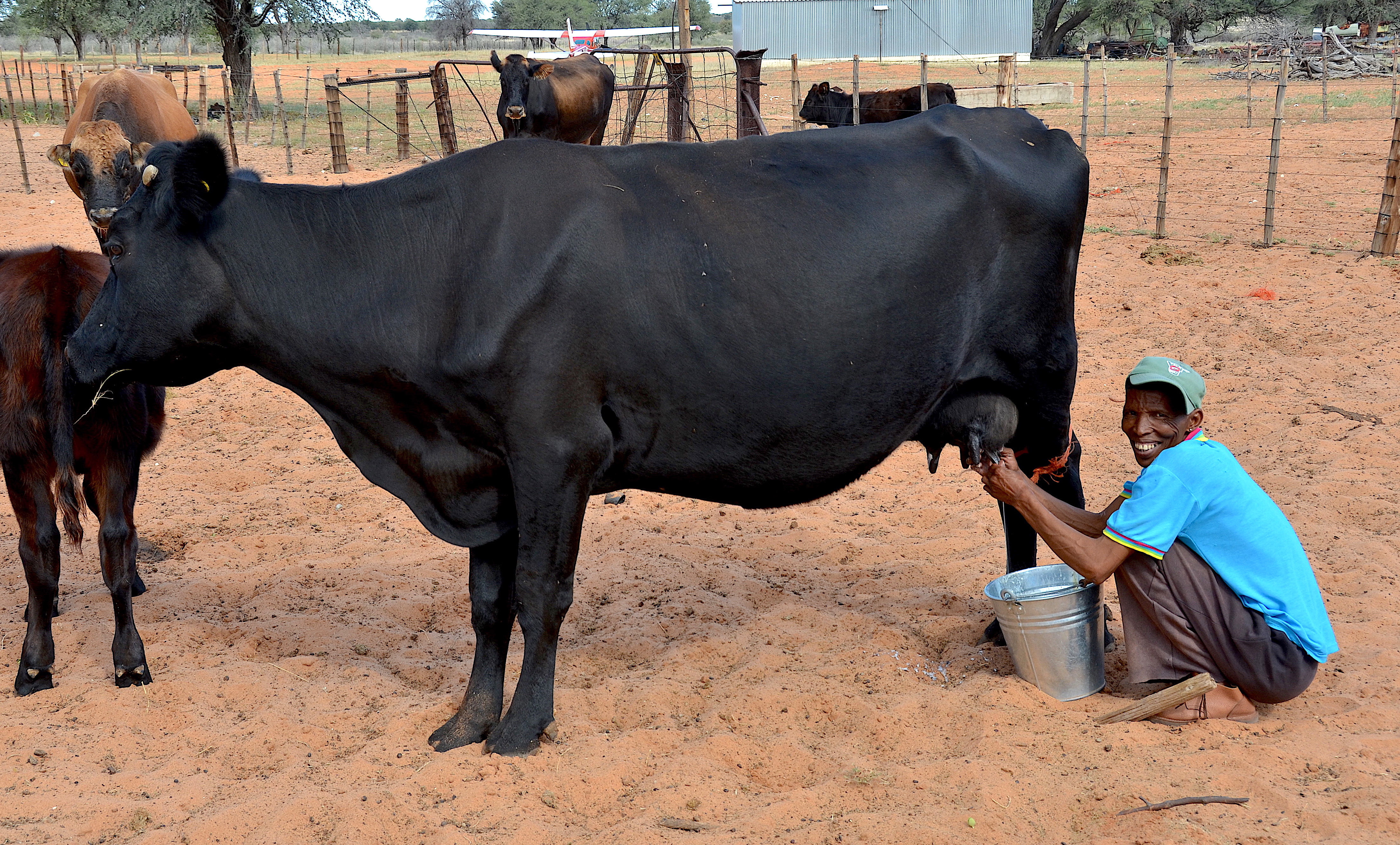
Handmelken auf Farm Gunsteling in Namibia

Entscheidend für die heutige Bedeutung der Milchwirtschaft ist unter anderem auch die Entwicklung der Melktechnik. Jahrtausendelang wurden Kühe von Hand gemolken, dabei wurde die Milch mit Zeigefinger und Daumen aus der Zitze gestreift. Bei fehlendem Einfühlungsvermögen wurde die Zitze nach unten gezogen und es konnte zu Entzündungen kommen. Es blieb aber nicht beim reinen Handmelken, so versuchte man beispielsweise auch, den Zitzenkanal mit einem Federkiel oder einem Strohhalm zu öffnen. Ähnlich qualvoll waren die ersten bewussten Gehversuche des mechanischen Melkens. Bereits 1819 wurde der Versuch unternommen, den Zitzenkanal mechanisch zu erweitern. 1836 wurden zum ersten Mal Metallröhrchen in die Zitzen eingeführt, diese Methode, bei der quasi ein Katheter gesetzt wurde, war die Erfindung des Briten Blurton. Dieses Vorgehen hatte allerdings sowohl in hygienischer wie auch in tiermedizinischer Hinsicht viele Nachteile. Es kam zu Euterentzündungen, die sich negativ auf die Milchqualität auswirkten. Ab 1851 versuchte man, das Saugen des Kalbes mechanisch nachzuahmen. Die Briten Hodges und Brockenden konstruierten für die Zitzen einen sackähnlichen Überzug, in dem ein Unterdruck erzeugt wurde. Da sich der Unterdruck in diesen Einraum-Melkbechern nur an allen vier Zitzen gleichzeitig erzeugen ließ, waren die Qualen für die Kuh sehr groß, während die Milchausbeute gering blieb. Durch den Unterdruck kam es zu schwersten Euterentzündungen, so dass L. O. Colvin aus Philadelphia eine Melkmaschine entwickelte, die für jede Zitze einen eigenen Überzug hatte. Das Problem des permanenten Unterdrucks wurde aber auch hier nicht gelöst, die Milch war durch die Blutbeimischungen oft rosa gefärbt. In Nordamerika wurde intensiv am Saugverfahren geforscht. Zwischen 1870 und 1890 wurden ca. 100 Patente angemeldet, die aber alle in der Praxis versagten.
Spätestens seit dem Jahr 1873 waren in Österreich, genauer gesagt der cisleithanischen Reichshälfte des Habsburgerreiches, Melkmaschinen nach amerikanischem Patent erhältlich. Diese wurden vom Händler natürlich in den höchsten Tönen gelobt, was – wie weiter oben beschrieben – nicht unbedingt der Wahrheit entsprochen hat.

#### Aktuelle Situation

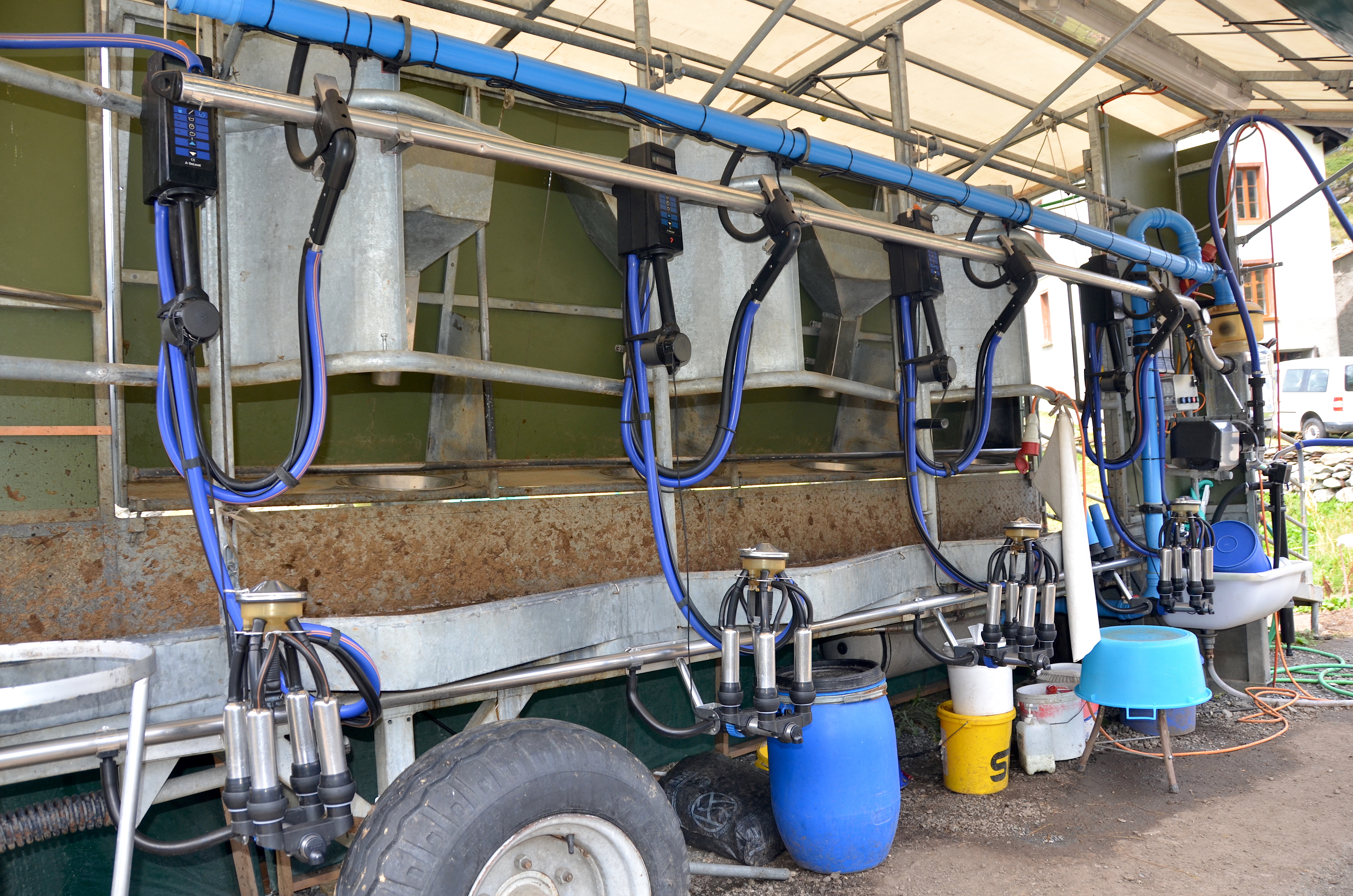
Mobiler Weidemelkstand mit Futtertrögen von DeLaval

Da die Kühe bei einem Anbindestall immer auf demselben Platz stehen, wird in diesem Fall das Melkzeug zu den Kühen getragen. Durch den gesamten Stall zieht sich ein Rohrleitungssystem bestehend aus Milch- und Vakuumleitung. An die Leitungen werden dann die Schläuche der Melkgeschirre angeschlossen.
Demgegenüber werden die Kühe bei Laufställen in einem Melkstand gemolken. Der Melker steht dabei tiefer, so dass die Euter der Kühe ca. auf Schulterhöhe sind. Die Kühe werden dann in den Melkstand getrieben. Je nach Aufbau des Melkbereiches lassen sich verschiedene Bauformen unterscheiden. Üblich sind vor allem der Fischgrätenmelkstand (die Kühe stehen in Grätenform mit dem Kopf nach außen), der Side-by-Side-Melkstand (hier stehen die Kühe längsseitig parallel zueinander) und der Auto-Tandem, in dem die Kühe in einzelnen Boxen stehen. Die Kühe stehen in zwei parallelen Reihen und zwischen den Reihen ist die Grube, in der der Melker die Kühe anstellt und abnimmt. Andere Melksysteme sind das Melkkarussell und das automatische Melksystem. Das Melkkarussell ist tatsächlich ein Karussell: Die Kühe nehmen auf diesem Karussell einen Platz ein und werden umgehend mit dem Melkgeschirr angestellt. Während des Melkens dreht sich das Karussell langsam weiter – die nächste Kuh nimmt den nächsten freien Platz ein usw. Nachdem die Kühe eine Runde mitgefahren sind, ist das Melken beendet und die Tiere verlassen das Karussell wieder einzeln. Der AMS ist ein automatisiertes Melksystem, das für das eigentliche Melken keinen manuellen Eingriff erfordert.
Seit Jahrhunderten wird rohe Kuhmilch, die verkauft werden sollte, in einem Milchsammeltransport abgewickelt. Zunächst wurden die gefüllten, nummerierten Milchkannen vor den Stall gestellt, später auf hölzerne Plattformen in der Höhe der Lkw-Ladepritsche an der vorbeiführenden Straße. Diese wurden als Milchhütte auch mit 3 Wänden und Dach als Schutz vor Sonnenwärme, Regen und Wind ausgestattet. Mitunter sammeln 2 oder mehr Bauern ihre Kannen, um sie mit einer einzigen Fahrt per Kfz oder Traktor zur Abholstelle des Molkerei-Lkw zu bringen.
Heute sammelt der Bauernhof die Milch typisch in einem wärmeisolierten Niro-Stahltank, bringt diesen zur Straße, wo sein Inhalt in den Molkereitankzug gesaugt wird. Die weitere Veredelung findet in den Molkereien statt.
Die Reinigung von Kannen oder Tank erfolgt in oder bei der verfliesten Milchkammer des Bauernhofs. Hier erfolgt eventuell auch morgens oder abends die Abgabe von Rohmilch in die mitgebrachten, etwa 2 Liter fassenden Milchkannen von Abholern aus der näheren Umgebung.

## Viehhaltung bei der Aufzucht
Direkt nach der Geburt werden die Kälber, außer bei der Mutterkuhhaltung, von ihren Müttern getrennt. Die nachfolgende Haltung geschieht nach den Vorgaben der Kälberhaltungsverordnung. Das bedeutet eine Unterbringung in den ersten beiden Lebenswochen in mit Stroh oder ähnlichem Material eingestreuten Boxen. Eine Gruppenhaltung ist bereits möglich, bei einer Einzelhaltung muss die Box (z. B. Kälberiglus) die Mindestmaße von 1,20 m Länge, 0,80 m Breite und 0,80 m Höhe einhalten. Die Seitenwände müssen so beschaffen sein, dass zu anderen Kälbern Sicht- und Berührungskontakt möglich ist.
Ab der dritten und bis zur achten Lebenswoche sind bei einer Einzelboxhaltung 1,60 m Länge bei einem Außentrog oder 1,80 m Länge bei einem Innentrog vorgeschrieben. In der Breite muss die Box mindestens 90 cm aufweisen oder mindestens 100 cm, wenn die Seitenwände bis auf den Boden reichen. Bei einer Gruppenhaltung sind mindestens 1,5 m² pro Kalb, bei einer Gesamtfläche von mindestens 4,5 m² vorgeschrieben. Ab der achten Woche ist ausschließlich eine Gruppenhaltung erlaubt.
Bullenkälber und weibliche Kälber die nicht zur Zucht verwendet werden, werden gemästet, um je nach System nach circa 12 bis 18 Monaten geschlachtet zu werden; junge Bullenkälber heißen Fresser. Da sich insbesondere bei den weniger Fleisch ansetzenden Milchviehrassen das Kosten-Nutzen-Verhältnis nach Marktlogik sehr schlecht für Bauern darstellt, werden sie in Deutschland und weltweit schlechter medizinisch versorgt. Da auch in der ökologischen Landwirtschaft Kälber anfallen, welche nicht für die Milchviehzucht verwendet werden, hat das Forschungsinstitut für biologischen Landbau zusammen mit Lidl Schweiz und weiteren Akteuren ein System entwickelt, welche sich positiv auf die Gesundheit der Kälber auswirkt. Unter anderem müssen die Kälber mit mindestens 700 bis 800 Kilo Milch abgetränkt werden und mindestens fünf Monate auf dem Geburtsbetrieb gelebt haben, bevor sie auf einen Weidemastbetrieb verschoben werden. Bei Kälbern in diesem Alter konnte sich das Immunsystem weiterentwickeln und infolge brauchen sie weniger Antibiotikum nach dem Wechsel zum neuen Standort.
Weibliche Kälber, welche für die Zucht/Milchviehhaltung aufgezogen werden, sollten nicht zu dünn und nicht zu fett sein. Mit etwa 18 Monaten werden die Färsen (=Kalbinnen oder Starke oder Stärken oder Queenen) „belegt“, d. h., durch Natursprung oder Künstliche Besamung besamt, so dass sie nach einer Tragezeit von 270–290 Tagen etwa mit 27 Monaten erstmals kalben. Damit der Anteil weiblicher Kälber bei den Geburten möglichst hoch ausfällt, kommt bei der künstlichen Besamung immer mehr gesextes Sperma zum Einsatz.

## Laktation
Die Milchabgabe, auch Laktation genannt, beginnt mit der Geburt des ersten Kalbes der Kuh. Üblicherweise kalben Kühe erstmals in einem Alter von 24–32 Monaten. Kalb und Kuh werden meist direkt nach der Geburt getrennt. Es erhält jedoch die erste Milch der Mutter, auch Biestmilch oder Kolostrum genannt. Die Biestmilch enthält Immunglobuline, die dem Kalb helfen, sich gegen Krankheiten zu immunisieren. Diese Milch ist sehr wichtig für das neugeborene Kalb, in den ersten Lebensstunden gehen die Immunglobuline im Verdauungstrakt direkt in das Blut des Kalbes über und helfen so es gegen zahlreiche stallspezifische Keime zu schützen. Das Kalb kommt mit anderen Kälbern in die Aufzucht. Die Kuh wird dann den anderen milchgebenden Kühen angeschlossen und in der Regel 2–3 Mal täglich gemolken.
Die durchschnittliche Nutzungsdauer von Milchkühen liegt in der Schweiz bei zirka vier Laktationen, in Sachsen bei 2,6 Laktationen (Stand 2019, was 33,5 Monate Nutzung und etwa 5 Lebensjahre bedeutet) und in den USA bei 1,5 Laktationen.

### Laktationszyklus
Die tägliche Milchmenge (Leistung) steigt nach der Geburt des Kalbes zunächst an, erreicht nach 4 bis 6 Wochen ihr Maximum und fällt dann ab (Laktationskurve). Damit sich der Zyklus wiederholt, wird die Kuh mit Beginn des Östrus und der ersten Ovulation wieder belegt, d. h., sie wird entweder künstlich besamt (Künstliche Besamung oder KB) oder von einem Bullen gedeckt (Natursprung). Die durchschnittliche Dauer der Trächtigkeit bei Rindern ist ca. 9 Monate, Unterschiede zwischen den Rassen liegen im Bereich von Tagen. Einige Zeit vor der nächsten Kalbung wird die Kuh „trockengestellt“, d. h., der Milchentzug durch das Melken wird entweder abrupt oder sukzessive gestoppt (meistens abrupt, weil das wahrscheinlich mit weniger Stress für die Kuh verbunden ist). Während der Zeit des Trockenstehens (in der Regel wird ein Zeitraum von 8 Wochen angestrebt) kann sich das Alveolargewebe des Euters regenerieren. Zum Zwecke der Vergleichbarkeit wird die jährliche Milchleistung meistens als 305-Tage-Leistung („Standardlaktation“) ausgedrückt.

### Milchleistung

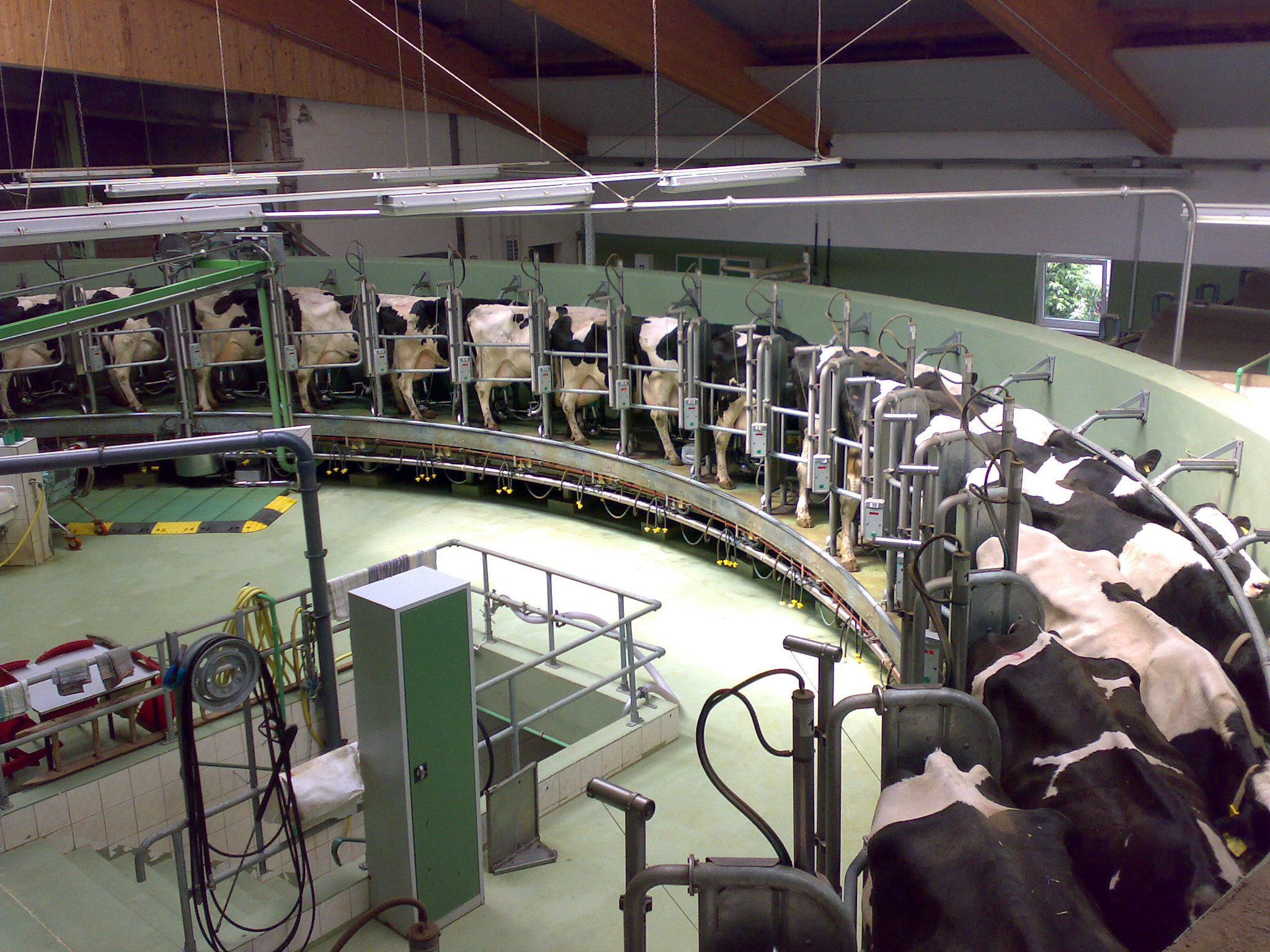
Ein sogenanntes Melkkarussel

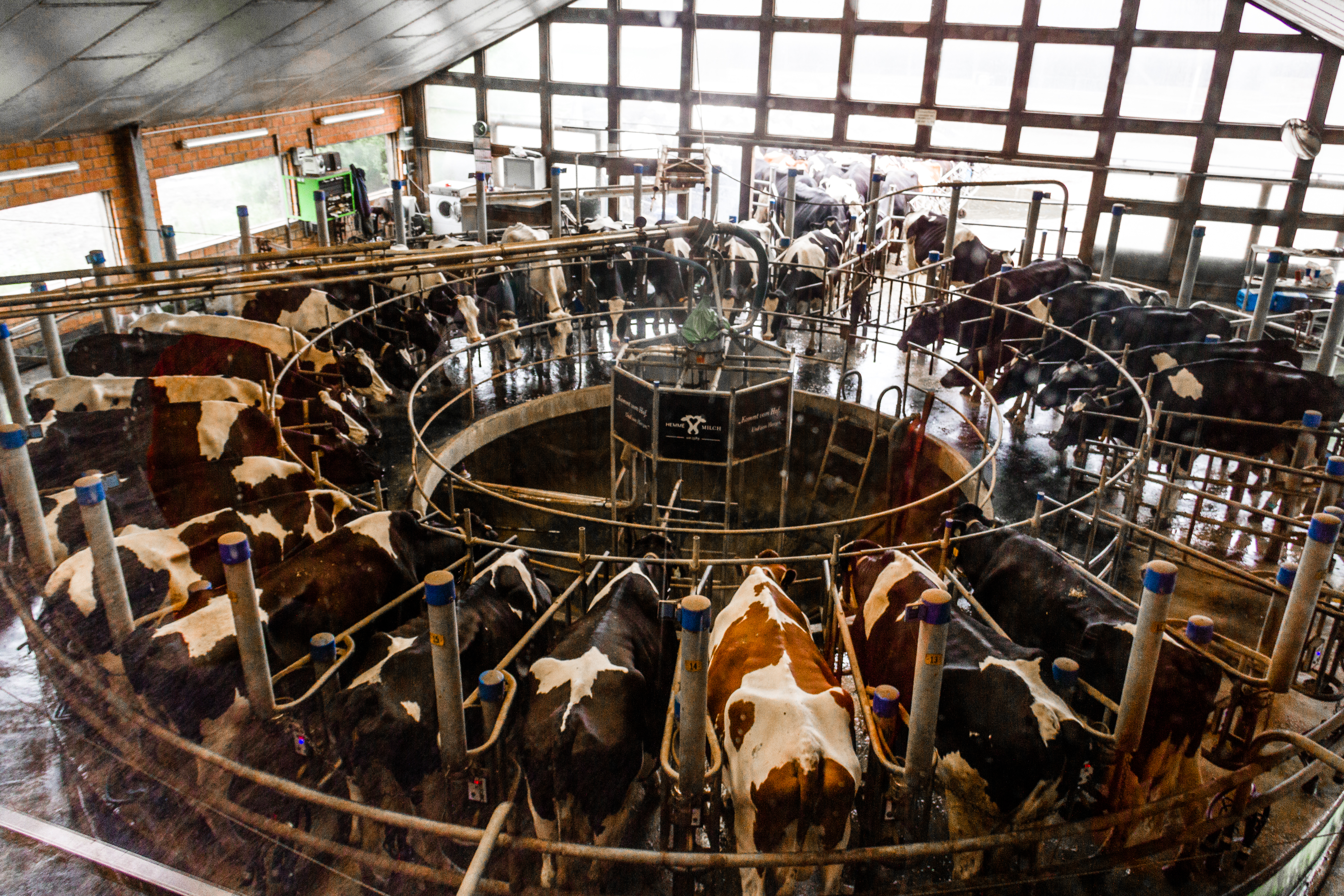
Melkkarussel von oben bei Hemme Milch, Wedemark

Die durchschnittliche Milchleistung liegt in Westeuropa und Nordamerika grob zwischen 7.000 und 11.000 kg pro Kuh und Jahr. In anderen Regionen werden teilweise deutlich niedrigere Erträge beobachtet, so lag 2001 die durchschnittliche Milchleistung in Indien zwischen 2.000 und 5.500 kg. Die leistungsstärkste Rasse ist Holstein mit deutlich über 8.000 kg. In der kostenintensiven Stallhaltung, wie sie in Europa und Nordamerika vorherrscht, wird in der Rinderzucht stark auf die Leistung pro Kuh geachtet. Im weidebasierten Produktionssystem, wie es vor allem in Neuseeland vorherrscht, wird auf die Leistung in kg Milcheiweiß und Milchfett pro Hektar Wert gelegt. Dies führt dazu, dass neuseeländische Kühe der Rasse Holstein vergleichsweise klein sind und geringe Leistungen erbringen, kanadische Holsteins hingegen sind etwa doppelt so groß, könnten ihren Energiebedarf auf der Weide aber kaum decken.

## Fütterung

### Futtermittel
Mithilfe der Fermentation im Pansen können Wiederkäuer auch sogenannte Struktur-Kohlenhydrate verdauen. Diese sind aufgrund der Bindungsart der Glucosemoleküle (β-glycosidische Bindung) für monogastrische Tiere im Wesentlichen unverdaulich. Die Grundfuttermittel für Wiederkäuer haben sehr überwiegend solche Bindungsformen. Daher stehen die Wiederkäuer hierbei nicht unbedingt in Nahrungskonkurrenz zum Menschen wie beispielsweise Geflügel und Schweine. Zusätzlich zum Grundfutter werden aber häufig auch Konzentratfutter verfüttert. Diese sind meistens Energiefuttermittel (z. B. aus Nicht-Struktur-Kohlenhydraten wie Stärke oder auch aus Fetten) oder Proteinfuttermittel (wie Soja- oder Rapsextraktionsschrot). Die Ergänzung des Futters um das Konzentratfutter ist bei Tieren mit hoher Leistung notwendig, um dem Tier ausreichend Energie und Eiweiß zuzuführen. Ein zu hoher Kraftfutteranteil bewirkt, dass die Ration nicht mehr wiederkäuergerecht ist und Stoffwechselstörungen (z. B. Pansenazidose) auftreten können. Außerdem ist die Rationsgestaltung zum Teil marktabhängig, in Zeiten guter Milchpreise und niedriger Weizen- oder Sojapreise (diese beiden Futtermittel gelten als Preisbasis für die meisten anderen Futtermittel) werden höhere Mengen an Kraftfutter verfüttert. Zu berücksichtigen ist dabei, dass Milchrassen, welche dem aktuellen Zuchtziel entsprechen, auf Unterversorgung ebenfalls mit Stoffwechselstörungen reagieren.
In Weltregionen mit einem anderen Verhältnis der Produktionsfaktoren zueinander, werden die Tiere überwiegend mit Raufutter versorgt. Niedrige Stall- und Grundfutterkosten in Verbindung mit angepassten Rassen wie beispielsweise in Neuseeland machen den Kraftfuttereinsatz unwirtschaftlich. Betriebe in wirtschaftlich schlecht entwickelten Regionen, die hauptsächlich zur Selbstversorgung bewirtschaftet werden, können sich kein Zukauffutter leisten. In Gebieten mit einer hohen Bedeutung der Herstellung von Rohmilchkäse wird auf die Fütterung von Silage verzichtet, da die Hartkäseherstellung durch aus der Silage in die Milch übertragene Clostridien deutlich erschwert wird. Silagefreie Milch wird in einigen Ländern unter der Marke Heumilch vermarktet.
In der ökologischen Landwirtschaft wird der Kraftfutteranteil bewusst gering gehalten.

## Krankheiten
Zell- und Keimzahl der Milch dienen der Molkerei als Qualitätsmaßstäbe für angelieferte Rohmilch, werden regelmäßig eruiert (mindestens zweimal pro Monat) und wirken sich auf den Milchpreis für den jeweiligen Landwirt aus. Der Zellgehalt wird bei Zuchtbetrieben zusätzlich regelmäßig individuell für jedes Tier ermittelt. Die Milch einer gesunden Kuh ist im Euter keimfrei. Hohe Keimgehalte (Bakterien) in der Milch sind meist auf Mängel beim Reinigen der Melkanlage oder bei der Milchkühlung zurückzuführen. Hingegen ist die erhöhte Zellzahl ein Hinweis auf Erkrankungen des Euters, analog zum Menschen spricht man dabei von Mastitis. Zellen werden häufig als Folge akuter oder chronischer bakterieller Infektionen des Euters vermehrt in die Milch abgegeben. Es handelt sich im Krankheitsfall fast ausschließlich um Zellen der Immunabwehr (vor allem Polymorphkernige Neutrophile Granulozyten). Die Ursachen für Euterentzündung sind sehr vielfältig. Mangelhafte Hygiene im Stall und beim Melken, ungeeignete Melktechnik, eine zu lange Melkdauer (Blindmelken), Ansteckung durch andere Kühe über die Melkmaschine bis hin zu schlechten Futterqualitäten und angeborenen Mängeln beeinträchtigen die Eutergesundheit und damit die Milchqualität. Darüber hinaus führt auch Stress zu erhöhten Zellzahlen. Technisch dient ein Euterhaarentferner der bessern Hygiene.
Grundsätzlich lässt sich nach fütterungs- und haltungsbedingten Krankheiten (u. a. Ketose, Milchfieber, Weidetetanie) und nach durch Viren und Bakterien ausgelöste Krankheiten (z. B. IBR (=BHV-1, bovines Herpesvirus), Mastitis, BSE, Maul- und Klauenseuche u. a.) unterscheiden. Zoonosen sind Krankheiten, welche von Tieren auf den Menschen übertragen werden, direkt beispielsweise der Melkerknoten oder über den Konsum von Rohmilch von infizierten Tieren z. B. Tuberkulose der Rinder.

## Stallformen und Technik
Das angewendete Fütterungssystem steht in engen Zusammenhang mit der angewendeten Haltungsform; auch auf die Melktechnik hat die Haltungsform Einfluss.

### Haltungsform

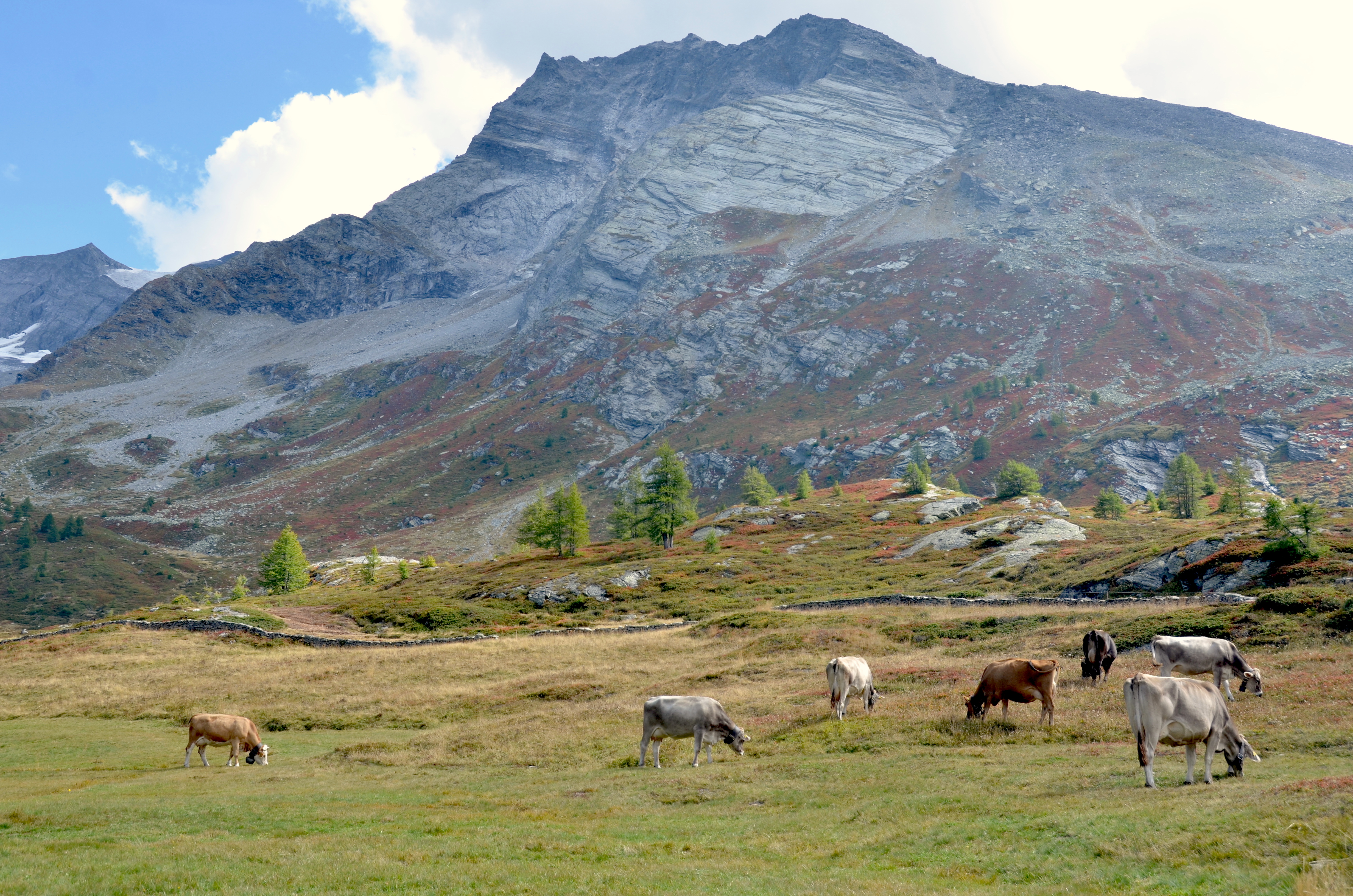
Sömmerung von Milchkühen (Braunvieh) am Simplonpass in der Schweiz

Die überwiegende Halteform in Mitteleuropa ist die Stallhaltung. Grundsätzlich lässt sich hier die Anbindehaltung von der Laufstallhaltung unterscheiden.
Daneben sind aber auch saisonale Weidehaltung (mit mobilen Melkständen) und Melkalm anzutreffen (aufgrund der Transportprobleme wird die Milch bei Almwirtschaft vor Ort in haltbare Produkte verarbeitet).

#### Laufstallhaltung
Siehe auch Artikel: Laufstall
Innerhalb des Stalles können sich die Kühe frei bewegen. Der Stall ist unterteilt in verschiedene Bereiche: Im Liegebereich finden sich Liegeboxen und im Fressbereich Fressstände. Es sollten mindestens so viele Liegeboxen wie Kühe vorhanden sein, während sich aber in Abhängigkeit vom Fütterungssystem mehrere Kühe einen Fressstand teilen können. Weitere Funktionsbereiche sind der Laufbereich, d. h. alle Gänge und der Melkbereich. Zum Melken werden die Tiere in den Melkstand gebracht (siehe Melktechnik). Je nach Entmistungssystem unterscheidet man vier Laufstalltypen: Laufstall mit Spaltenboden oder planbefestigt, Tretmiststall und Tiefstreustall.
Aus Platz- und Sicherheitsgründen werden Kühe, welche in Laufställen gehalten werden, häufig einer Enthornung unterzogen.
Weidehaltung
Bei der Weidehaltung halten sich die Tiere ganzjährig oder saisonal auf einer Weide auf. Die Weidehaltung wirkt sich positiv auf die Klauengesundheit der Rinder aus.

Durchschnittliche Weidehaltung von Milchkühen in Stunden pro Kuh und Tag in Deutschland. Enthält keine Tiere aus reiner Fleischhaltung.

#### Kombinationshaltung mit Anbindehaltung
Werden Kühe abwechselnd im Stall in Anbindehaltung und auf der Weide, einer Alm (Sennerei) und/oder im Auslauf gehalten, spricht man von der „Kombinationshaltung“. Im Stall sind die Kühe an ihrem Standplatz fixiert, im Auslauf oder auf der Alm können sie sich frei bewegen.

#### Ganzjahresanbindehaltung
In Ganzjahresanbindehaltung sind die Kühe das ganze Jahr über an ihren Standplatz fixiert und haben keinen Auslauf. Der Standplatz ist zugleich Liege- und Fressplatz. Im Jahr 2016 gab es laut einer Studie noch in 60 % der Betriebe (größtenteils ganzjährige) Anbindehaltung. Allerdings hielten diese klein strukturierten Betriebe nur 35 % aller Milchkühe und produzierten 30 % der gesamten Milch in Bayern. Eine Hürde zur Umstellung auf Laufställe ist laut dieser Studie der hohe Investitionsstau der kleinen Betriebe.

## Tiergesundheit
Das landwirtschaftliche Betriebssystem ist ein Hauptfaktor, der das Wohl der Milchkühe bestimmt. Durch genetische Auswahl ist in Europa im Verlauf der letzten Jahrzehnte die Milchleistung ständig gestiegen. Dies hat veränderte Körperformen und -größen zur Folge. Moderne Milchkühe brauchen mehr Platz. Probleme wie Lahmheit, Mastitis, Fortpflanzungs- und Stoffwechselstörungen werden so gut wie möglich vermieden, um das Tierwohl und die Wirtschaftlichkeit zu erhalten. Die EFSA empfiehlt den Landwirten, die Zuchtziele entsprechend anzupassen, auch wenn dies Einbußen in der Milchleistung zur Folge habe. Mit ausreichendem Auslauf können sie ihren Verhaltensbedürfnissen wie Körperpflege, Sozialkontakten und Bewegung besser nachkommen. Durch Reduktion von Stressfaktoren und eine kontrollierte und ernährungswissenschaftlich ausgewogene Futteraufnahme kann das Immunsystem des gesamten Bestandes gestärkt werden.

## Rassen
Die Rinderrassen (siehe auch Rasseschlüssel (Rind)) werden je nach Nutzungsrichtung (Milch, Fleisch, Arbeit) in Rassegruppen eingeteilt. Zudem findet eine Einteilung in Einnutzungsrassen (hier wird in den Zuchtbemühungen nur Wert auf die Verbesserung einer Leistungskomponente wie entweder Milch oder Fleisch gelegt) und Zweinutzungsrassen (hier wird zwischen Milch- und Fleischleistung unterschiedlich gewichtet) statt. Dreinutzungsrassen (die auch als Zugtier verwendet werden) finden sich in der modernen Milchwirtschaft nicht mehr.
Milchbetonte Rassen sind:
- Deutsche Schwarzbunte alter Zuchtrichtung bzw. Holstein-Schwarzbunt (Holstein-Friesian)
- Holstein-Rotbunt
- Jersey

Fleischbetonte Rassen:
- Wagyu/Kobe-Rind (traditionell als Arbeitstier genutzt)
- Deutsches Angus, Aberdeen Angus
- Charolais
- Galloway
- Limousin
- Weißblaue Belgier

Milchbetonte Zweinutzungsrassen sind:
- Braunvieh bzw. Brown-Swiss
- Rotvieh Zuchtrichtung Alter Angler bzw. Angler

Zweinutzungsrassen mit Betonung der Milch- und Fleischleistung
- Fleckvieh
- Gelbvieh
- Hinterwälder
- Murnau-Werdenfelser
- Pinzgauer
- Vorderwälder

## Umweltwirkungen
Eine direkte Messung des emittierten Methans zeigt, dass Kühe, die auf Grasland gehalten werden und somit viele Ballaststoffe essen, wesentlich mehr Methan ausstoßen als solche, die im Stall gehalten werden und Getreidefutter bekommen.
2021 gelang Forschenden der Agrar- und Ernährungswissenschaftlichen Fakultät der Christian-Albrechts-Universität zu Kiel die Produktion von Milch bei niedrigem Methan-Ausstoß, indem sie Jersey-Kühe auf kurz gehaltenem artenreichem Grasland weiden ließen.
Laut Forschungen des International Farm Comparison Network (IFCN) aus dem Jahr 2019, sollen größere Betriebe nicht nur in Bezug auf ökonomische, sondern auch auf ökologische und Nachhaltigkeitskennzahlen besser abschneiden als kleinere Betriebe. Die größten Betriebe mit über 100.000 Tieren befinden sich in USA, China, Russland und Saudi-Arabien.
Insgesamt hat Kuhmilch größere negative Umweltwirkungen als Pflanzenmilch. Pflanzenmilch hat einen geringeren Flächen- und Wasserverbrauch und verursacht weniger Treibhausgasemissionen und weniger Eutrophierung.